# Gabriela Drăgoi
Gabriela Drăgoi född den 28 augusti 1992 i Buzău, Rumänien, är en rumänsk gymnast.
Hon tog OS-brons i lagmångkampen i samband med de olympiska gymnastiktävlingarna 2008 i Peking.